# محمد فضائلی
محمد فضائلی از سیاستمداران ایرانی بود، که در دوره نوزدهم به‌عنوان نماینده ساری و تنکابن، در دوره بیست و دوم به‌عنوان نماینده قصر شیرین و در دوره بیست و سوم به‌عنوان نماینده قائم‌شهر در مجلس شورای ملی حضور داشت.